# Saxifraga arizogae
Saxifraga arizogae är en stenbräckeväxtart som beskrevs av J.A. Alejandre Saenz, J.A. Arizaleta Urarte och J. Benito Ayuso. Saxifraga arizogae ingår i Bräckesläktet som ingår i familjen stenbräckeväxter. Inga underarter finns listade i Catalogue of Life.